# Schloss Waldmünchen

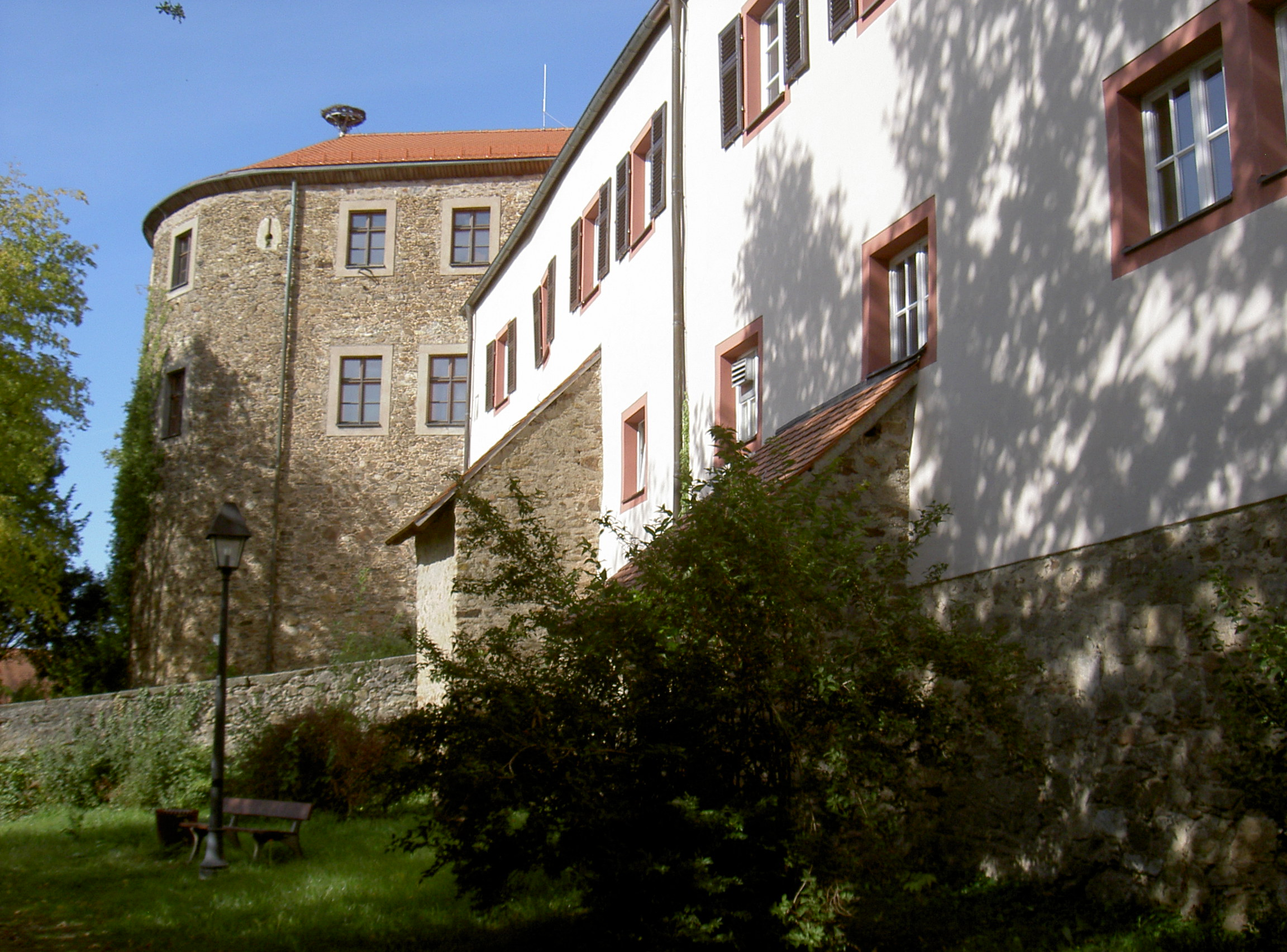
Schloss Waldmünchen

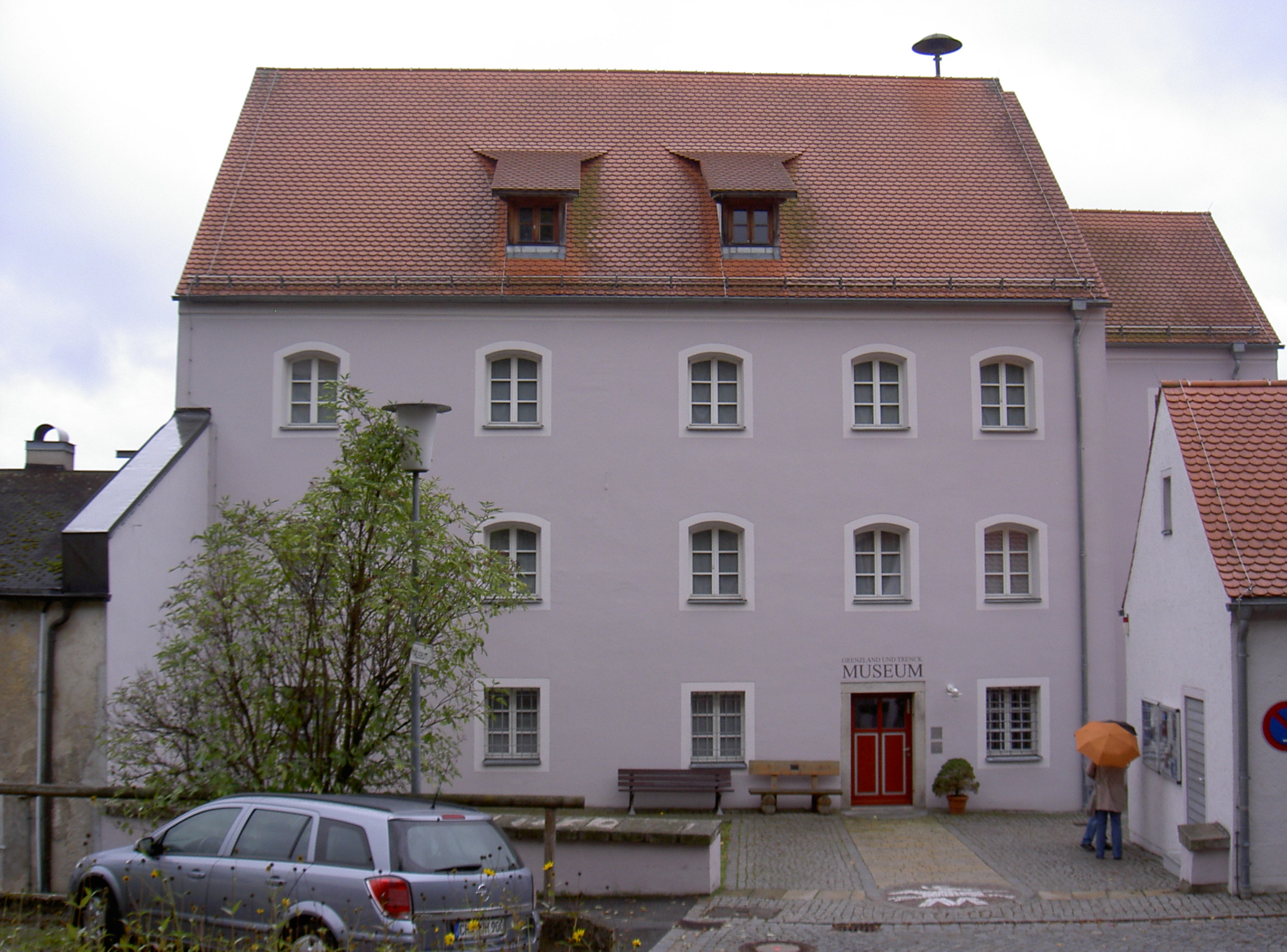
Schergenhaus, heute Grenzland- und Trenckmuseum

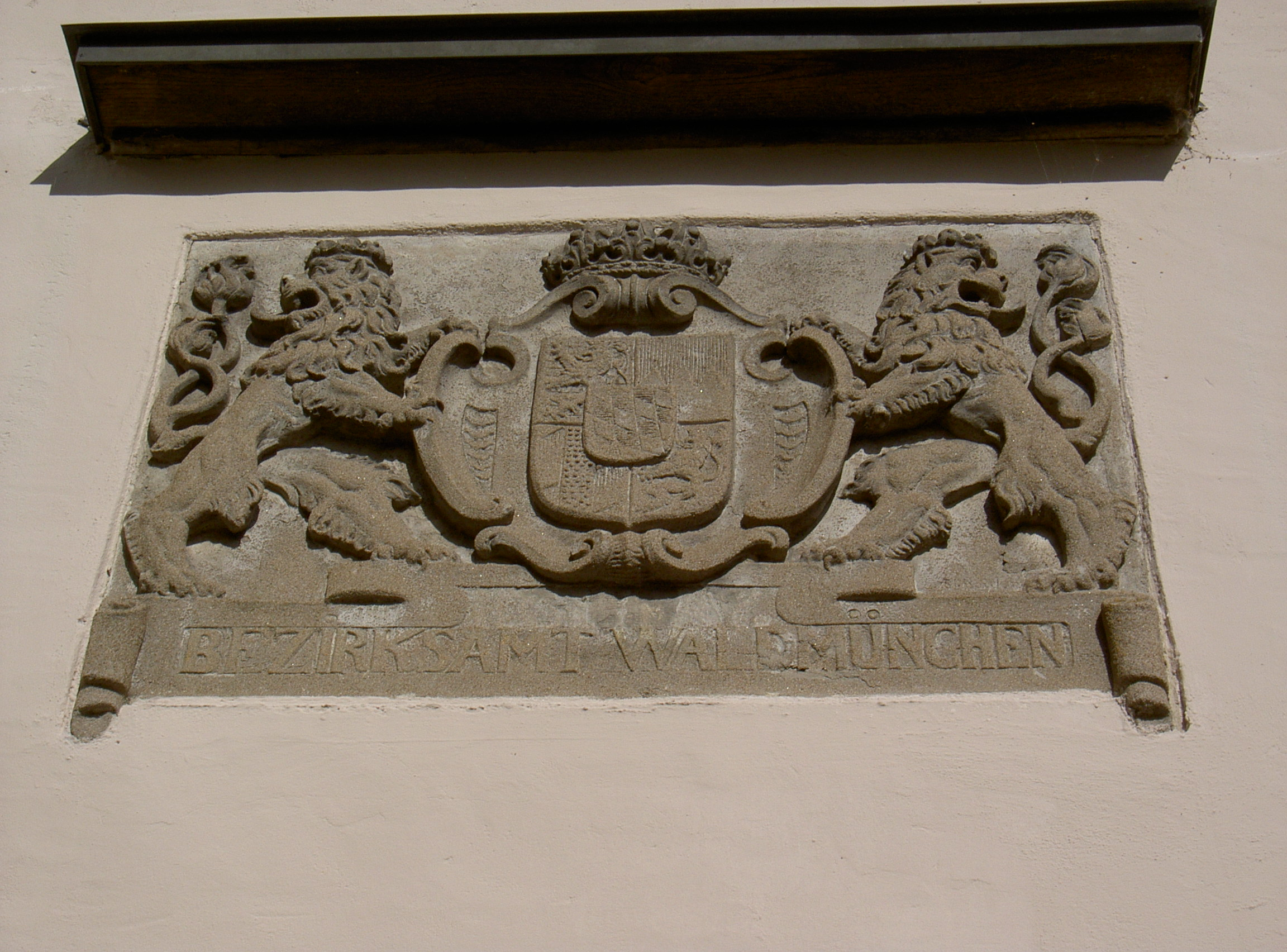
Schloss Waldmünchen

Das Schloss Waldmünchen befindet sich in der Oberpfälzer Stadt Waldmünchen im Landkreis Cham von Bayern (Schloßhof 1). Das Schloss liegt auf einem Sporn 50 m oberhalb des Schaufelbaches und des Stadtbaches. Die Anlage ist unter der Aktennummer D-3-72-171-37 als denkmalgeschütztes Baudenkmal von Waldmünchen verzeichnet. Ebenso wird sie als Bodendenkmal unter der Aktennummer D-3-6642-0015 im Bayernatlas als „archäologische Befunde im Bereich der mittelalterlichen Burg, des frühneuzeitlichen Pflegschlosses und der abgegangenen mittelalterlichen und frühneuzeitlichen Kirche St. Magdalena in Waldmünchen“ geführt.

## Geschichte
Der Ort wird erstmals 1256 als Monacum erwähnt und taucht um 1301 unter der Bezeichnung Mvenichen im ersten Urbar des Viztumamtes Straubing auf. Der Name weist auf eine klösterliche Gründung hin. Zur Unterscheidung von gleichnamigen Orten findet sich 1298 der Zusatz iuxta saltum Bohemorum bzw. 1310 vor Pehmaerwald. Im Volksmund war eher der von Geiß abgeleitete Zusatz Geismünchen oder Gasmünchen gebräuchlich. Nicht völlig geklärt ist die mittelalterliche Geschichte der Gegend. Es scheint aber so zu sein, dass Waldmünchen vom Kloster Walderbach aus besiedelt wurde. Dafür spricht die Bestätigung von Patronatsrechten für die Pfarrei an das Kloster 1265 durch Herzog Heinrich XIII. von Niederbayern. Vielleicht stand die Gegend unter der Oberherrschaft der Grafen von Bogen und kam mit deren Aussterben 1242 an die Wittelsbacher.
Im 13. Jahrhundert übten hier Wittelsbacher Ministeriale aus dem Haus der Schwarzenburger die Herrschaft aus. Reinbotos I. de Swarcenburg einigte sich so mit dem Regensburger Bischof Albert I. 1256 um den Zehent in monaco und eventuell auf eine Verpfändung des Gebietes an die Schwarzenburger. Hier wird 1261 ein Chuno judex de Monaco und 1290 ein Richter Diemo genannt, wobei unklar ist, ob diese von den Schwarzenburgern oder dem bayerischen Herzog eingesetzt worden sind. Unter den Schwarzenburgern dürften die ältesten Teile der Burg, nämlich der nur mehr in Resten erhaltene Bergfried, entstanden sein. Teile der Ringmauer gehören ebenso dieser Zeit an. Auch die innere Vorburg reicht bis in das 13. Jahrhundert zurück.
Die später in der äußeren Vorburg gelegene älteste Pfarrkirche lag zunächst außerhalb der Burg. Diese soll bereits um 1000 gegründet worden sein, wobei umstritten ist, ob die Pfarrgründung nicht erst 1262 in Zusammenhang mit der Aufteilung der Erzdekanei Cham zustande gekommen ist. Damit würde die erwähnte Bestätigung des Patronatsrecht des Klosters Walderbach von 1265 und das Magdalenenpatrozinium passen. Der Ort wurde spätestens 1301 zum Markt erhoben, denn im ersten Urbar des Viztumamtes Straubing findet sich die Bezeichnung stat ze Muenichen. Zuvor war der Ort von den Schwarzenburgern an die Wittelsbacher zurückgegeben worden. 1305 wird ein Rutlandus de Götling als Hauptmann, Richter und Kastener ciutatis Monacensis genannt.
Vor 1310 wurde Waldmünchen von Herzog Stefan I. von Niederbayern an den Landgraf Ulrich I. von Leuchtenberg für seine Verdienste für dessen Verdienste auf Lebenszeit übergeben. Dieser ist hier 1317 als Pfleger belegt. Bei der niederbayerischen Landesteilung von 1331 kam die stat zu Münichen zu Herzog Heinrich XV. den Natternberger. Damals  war ein Ramsperger mit der Burghut beauftragt. 1332 verpfändet Herzog Heinrich XV. die Herrschaft Schwarzenburg-Rötz-Waldmünchen als Gegenleistung für die Burg Falkenstein. Unter den Grafen von Leuchtenberg wurde die Burg in die steinerne Ortsbefestigung einbezogen und um die äußere Vorburg erweitert; damit wurde auch die Magdalenenkirche in das Burgareal einbezogen. Die Mauer um den Ort wurde 1364 errichtet. 1404 verkaufen die Landgrafen Albrecht und Johann I. von Leuchtenberg (gegen das Recht der Wiedereinlösung) die Herrschaft Waldmünchen an Anna Kagerin zu Störnstein und ihre Söhne Hinczik und Hans Pflugk.
Während der Hussitenkriege wurden Stadt und Burg 1425 und 1426 vergeblich belagert, da die Stadt rechtzeitig von auswärts entsetzt werden konnte. Dennoch muss es in dieser Zeit einmal zu größeren Zerstörungen gekommen sein, denn Hinczik Pflug wurde von den Grafen von Leuchtenberg 1439 beauftragt, größere Summen auf Waldkirchen zu verbauen. Bis zum Tod des Hinczik des Jüngeren Pflug blieb Waldmünchen bis 1495 im Besitz dieser Familie. Dieser hatte den Verkauf der ganzen Herrschaft an Heinrich von Plauen eingeleitet, was von seiner Witwe Agnes und seinen Söhnen Hinczik III., Hans und Sebastian II.  1504 bestätigt wurde. Nach dem Landshuter Erbfolgekrieg war Waldmünchen an die Pfälzer Wittelsbacher gefallen. Herzog Friedrich II. verzichtete jedoch auf das von den Landgrafen von Leuchtenberg stammende Wiedereinlösungsrecht und übergab Waldmünchen am 9. Januar 1505 an Heinrich von Guttenstein, den Schwager des Heinrich von Plauen.
Im Oktober 1509 verkauft Heinrich von Guttenstein die Herrschaft an Kurfürst Ludwig V. und seinen Bruder Friedrich II. Nach dem Übergang an die Pfalz wurde zu Waldmünchen ein eigenständiges Pflegamt eingerichtet. Aus diesem Grund wurde im 16. Jahrhundert eine Reihe von Baumaßnahmen (Wirtschaftshof, Schergenhaus, Hofmühle, Pfarrhof im Bereich der Äußern Vorburg) eingeleitet, um diesen neuen Anforderungen Rechnung zu tragen. Während des Dreißigjährigen Krieges wurde Waldmünchen 1634 und 1641 eingenommen, aber nicht besonders geschädigt. Bei dem Stadtbrand von 1658 wurden auch das Schloss und dessen Nebengebäude in Mitleidenschaft gezogen. Hingegen wurde 1703 während des Spanischen Erbfolgekrieges die Anlage durch die österreichischen Truppen nicht beschädigt. Allerdings hat ein neuerlicher Stadtbrand von 1708 wieder große Schäden bedingt. Der Wiederaufbau wurde zügig betrieben und 1709 scheint die Anlage weitgehend intakt zu sein. Während des Österreichischen Erbfolgekrieges hat der Pandurenobrist Franz von der Trenck die Stadt gegen Bezahlung hoher Kontributionen verschont. Diesem Ereignis wird seit 1950 durch das Trenckfestspiel (immer am 1. Mal) gedacht.
1765 konnte der Pfleger Leopold von Schmauß eine durchgehende Erneuerung der gesamten Wohngebäude, einschließlich des Pflegerwohnhauses, vornehmen. 1789 ließ Pfarrer Leiß die Ruinen der Magdalenenkirche abreißen und an deren Stelle einen Pfarrgarten einrichten. 1799 wurden nochmals Teile der Anlage Opfer von Flammen. Erst 1807 konnte die Anlage wieder genutzt werden, der Ausbau des südwestlichen Schlossflügels zu einer Landrichterwohnung erfolgte 1816.
Bis 1972 dienten die Baulichkeiten der Inneren Vorburg und der Hauptburg verschiedenen Ämtern (Landgericht, Bezirks- und Landratsamt), während die Gebäude der Äußeren Vorburg schrittweise in private Hände übergingen. Zuletzt wurde 1913 das alte Pfarrhaus privatisiert. Zwischen 1981 und 1983 wurde die gesamte Anlage renoviert und zu einem Jugendhaus des KAB, seit 1995 Jugendbildungsstätte für den Bezirk Oberpfalz, umgebaut. Ebenso befindet sich hier die Jugendherberge Waldmünchen.

## Schloss Waldmünchen heute
Die Anlage lässt heute noch die Gliederung in eine Hauptburg und zwei Vorburgen erkennen. Das dreigeschossige ehemalige Schergenhaus (Schloßhof 4) wird seit 2001 als Grenzland- und Trenckmuseum genutzt. An der östlichen Ringmauer ist die ehemalige Hofmühle angebaut (Schloßhof 10), ein Flachsatteldachbau aus dem 16. Jahrhundert. Am nördlichen Teil der Äußeren Vorburg sind die Baulichkeiten des Jugendhauses der KAB platziert, in diese wurden z. T. die gewölbten Stallungen des Westflügels integriert. Erhalten blieb  der Pfarrhof im Westen des Hofes (Pfarrgasse 1).
Der am besten erhaltene Teil ist die Innere Vorburg, die heute ebenfalls als Teil des Jugendhauses genutzt wird. An der Zugangsseite im Südwesten erhebt sich das ehemalige Pflegschloss. Dieser Teil wird durch einen u-förmigen dreigeschossigen Batterieturm dominiert. Dieser stammt im Kern aus dem 15. Jahrhundert, wurde aber im 17. und 18. Jahrhundert und ebenso 1816 ausgebaut. Dieser Bau besitzt eine Mauerstärke von 4,5 m, ist mit Schindeln gedeckt und besitzt drei Maulscharten. An den rückwärtigen Teil des Batterieturms schließt der zweigeschossige Südwestflügel des Pflegschlosses an. Diesem wurde ein breit gelagertes Torhaus mit Rundbogentor und tonnengewölbten Räumen im Erdgeschoss vorgesetzt. Die Innere Vorburg wurde durch eine einfache Ringmauer begrenzt, deren Unterbau heute noch weitgehend erhalten ist.
Die Hauptburg springt aus dem Mauerring von Stadt und Vorburg hervor. Sie war von einer offenbar unregelmäßigen sechseckigen Ringmauer mit Tor und vorgelagertem Graben umgeben. Der dominierende Baukörper, das ehemalige zweigeschossige Pflegerwohnhaus mit der Jahreszahl 1786, wird heute als Familienerholungsstätte genutzt. In das Gebäude sind auch die Reste des ehemaligen Bergfrieds aus dem 13. Jahrhundert mit ca. 2 m starken Mauern integriert. Dieser dürfte dem Stadtbrand von 1708 zum Opfer gefallen sein.